# 慶熙宮
慶熙宮（：／ Gyeonghuigung */?）是朝鲜王朝時代的宮殿，現址位於韓國首爾特別市鐘路區。

## 歷史
朝鲜王朝的正宫景福宫和离宫昌德宫、昌庆宫在壬辰倭乱中被焚毁，宣祖不得不以月山大君府第（庆运宫）为临时行宫。光海君即位后，一边修复昌德宫和昌庆宫，一边下令在王气较旺盛的仁王山脚下兴建新宫，即庆熙宫的前身庆德宫。同一时期还为宣祖的继妃仁穆大妃修建了仁庆宫。
庆德宫在萬曆四十四年（1616年）建成。由於位於正宫景福宫（北阙）的西側，因此稱為「西闕」。在光海君至哲宗时期，庆德宫与东阙昌德宫是朝鲜王朝的两座主要宫殿。英祖年间，庆德宫改名为庆熙宫。
庆熙宫的正门为兴化门，内门为建明门，正殿为崇政殿，外为崇政门，便殿为资政殿，国王寝殿为隆福殿，王妃寝殿为会祥殿、此外还有集祥殿、集庆堂、兴政堂、德游堂、景贤堂等建筑。孝宗五年为了在昌德宫内给慈懿大妃修建万寿殿，曾拆除庆德宫的钦敬阁、齐政堂、丕显阁、观文阁、协和楼、承晖楼、鱼藻堂、万祥楼等建筑，用拆下来的木料在昌德宫里建造了万寿殿和春晖殿。庆熙宫曾與離宮慶運宮（德壽宮）有虹橋（复道）相連。
纯祖二十九年（1829年）十月三日中午，庆熙宫差备门发生火灾，随后烧毁王妃寝殿会祥殿、国王寝殿隆福殿、以及集庆堂、兴政堂、正始阁、思贤阁、月廊等建筑。纯组时期宫廷火灾非常频繁，纯组三年昌德宫仁政殿曾失火焚毁，纯祖三十年时昌庆宫大内失火，纯组三十三年昌德宫再次失火。失火的原因不明，但很可能是人为纵火。纯祖三十年，开始重修被焚毁的庆熙宫，中间因孝明世子薨逝而中止工程，直至纯祖三十一年才竣工。修复的殿阁包括会祥殿、隆福殿、集庆堂、兴政堂、正始阁、思贤阁、正心阁、揆政阁、无逸阁、经纶斋、四勿轩、内外烧厨房、以及20多座宫门。重建费用超过16万两，参与工役的匠人有800多人。重建时的木材，江原道提供了300株，忠清道提供了600多株，全罗道提供了700多株。
兴宣大院君为了重建景福宫，将庆熙宫的大部分建筑拆毁，仅剩崇政殿、会祥殿、正心阁、思贤阁、兴化门等。
日本統治時代将慶熙宮剩餘殿閣全部拆毀，設立京城中學校，朝鮮光復後改名首爾高等學校。慶熙宮所占地域有一半以上变成了居民街道。崇政殿被东国大学占用，黄鹤亭迁往社稷坛，正门兴化门被用作博文寺的正门，后来成为新罗酒店的正门。朝鮮光复后，慶熙宮遺跡被大韓民國政府指定為第271號史蹟。1980年首爾高等學校遷往瑞草區，慶熙宮作為首爾市立美術館使用，復原過去被拆毀的建築物。首爾高等學校的別稱與慶熙大學的名稱來自慶熙宮。

## 现存建築
- 興化門 - 慶熙宮的正門。安重根刺杀伊藤博文后，被拆建为“博文寺”的正门，后用作奬忠洞新羅酒店的大门。1988年移回原地。
- 禁川橋 - 興化門内側的虹橋。日本时代埋入土中，2001年重新发掘。
- 崇政門
- 崇政殿 - 慶熙宮的正殿。1926年移建到东国大学。1988-1994年在原址重建。
- 資政門
- 資政殿，参照《西阙图案》复原重建
- 泰寧門
- 泰寧殿，参照《西阙图案》复原重建